# Collegio di Southwark Central
Southwark Central è stato un collegio elettorale situato a Londra, e rappresentato alla Camera dei comuni del Parlamento del Regno Unito. Eleggeva un membro del parlamento con il sistema first-past-the-post, ossia maggioritario a turno unico. L'area del collegio era molto compatta e totalmente urbana, ed era una delle tre divisioni del borgo parlamentare di Southwark, coincidente con il borgo metropolitano di Southwark, a South London. La creazione del collegio fu prevista dalla Boundary Commission in una relazione del 1917, e fu formalmente creata con il Representation of the People Act 1918; fu in vigore dalle elezioni generali del 1918.
Dato che il borgo di Southwark contava solamente 67 279 elettori al 15 ottobre 1946, la data di riferimento per la successiva revisione della Boundary Commission, il borgo aveva solamente un deputato al Parlamento. Di conseguenza, Southwark Central venne abolito con il Representation of the People Act 1948, insieme alle vicine Southwark North e Southwark South East in occasione delle elezioni generali del 1950, con la re-istituzione del collegio di Southwark.

## Estensione

I ward del borgo metropolitano di Southwark nel 1916

Al momento dell'istituzione, il collegio era costituito da tre ward del borgo di Southwark (St Mary's, St Paul's e Trinity) e una piccola parte del ward di St George's.

## Membri del parlamento
| Elezione | Elezione            | Deputato             | Partito             |
| -------- | ------------------- | -------------------- | ------------------- |
|          | 1918                | James Daniel Gilbert | Coalizione Liberale |
| 1922     | Nazionale Liberale  | James Daniel Gilbert |                     |
|          | 1923                | James Daniel Gilbert | Liberale            |
|          | 1924                | Harry Day            | Laburista           |
|          | 1931                | Ian Horobin          | Nazionale           |
|          | 1935                | Harry Day            | Laburista           |
| 1940 (S) | John Hanbury Martin |                      | Laburista           |
| 1948 (S) | Roy Jenkins         |                      | Laburista           |
|          | 1950                | Collegio abolito     | Collegio abolito    |

## Elezioni

### Elezioni negli anni 1940
| Partito                    | Partito                                | Candidato                  | Risultati 29 aprile 1948 | Risultati 29 aprile 1948 |
| Partito                    | Partito                                | Candidato                  | Voti                     | %                        |
| -------------------------- | -------------------------------------- | -------------------------- | ------------------------ | ------------------------ |
|                            | Laburista                              | Roy Jenkins                | 8 744                    | 65,41                    |
|                            | Conservatore                           | James Greenwood            | 4 623                    | 34,59                    |
|                            |                                        |                            |                          |                          |
| Iscritti                   | Iscritti                               | Iscritti                   | 13 367                   | 100,00                   |
| ↳ Votanti (% su iscritti)  | ↳ Votanti (% su iscritti)              | ↳ Votanti (% su iscritti)  | 13 367                   | 100,00                   |
| ↳ Astenuti (% su iscritti) | ↳ Astenuti (% su iscritti)             | ↳ Astenuti (% su iscritti) | 0                        | 0,00                     |
|                            |                                        |                            |                          |                          |
|                            | Esito: collegio confermato a Laburista |                            |                          |                          |

| Partito                    | Partito                                | Candidato                  | Risultati 5 luglio 1945 | Risultati 5 luglio 1945 |
| Partito                    | Partito                                | Candidato                  | Voti                    | %                       |
| -------------------------- | -------------------------------------- | -------------------------- | ----------------------- | ----------------------- |
|                            | Laburista                              | John Hanbury Martin        | 9 336                   | 71,87                   |
|                            | Conservatore                           | William Steward            | 3 654                   | 28,13                   |
|                            |                                        |                            |                         |                         |
| Iscritti                   | Iscritti                               | Iscritti                   | 12 990                  | 100,00                  |
| ↳ Votanti (% su iscritti)  | ↳ Votanti (% su iscritti)              | ↳ Votanti (% su iscritti)  | 12 990                  | 100,00                  |
| ↳ Astenuti (% su iscritti) | ↳ Astenuti (% su iscritti)             | ↳ Astenuti (% su iscritti) | 0                       | 0,00                    |
|                            |                                        |                            |                         |                         |
|                            | Esito: collegio confermato a Laburista |                            |                         |                         |

| Partito                    | Partito                                | Candidato                  | Risultati 10 febbraio 1940 | Risultati 10 febbraio 1940 |
| Partito                    | Partito                                | Candidato                  | Voti                       | %                          |
| -------------------------- | -------------------------------------- | -------------------------- | -------------------------- | -------------------------- |
|                            | Laburista                              | John Hanbury Martin        | 5 285                      | 64,32                      |
|                            | Anti-War                               | Charles W. Searson         | 1 550                      | 18,86                      |
|                            | Nazionale                              | Violet Van der Elst        | 1 382                      | 16,82                      |
|                            |                                        |                            |                            |                            |
| Iscritti                   | Iscritti                               | Iscritti                   | 8 217                      | 100,00                     |
| ↳ Votanti (% su iscritti)  | ↳ Votanti (% su iscritti)              | ↳ Votanti (% su iscritti)  | 8 217                      | 100,00                     |
| ↳ Astenuti (% su iscritti) | ↳ Astenuti (% su iscritti)             | ↳ Astenuti (% su iscritti) | 0                          | 0,00                       |
|                            |                                        |                            |                            |                            |
|                            | Esito: collegio confermato a Laburista |                            |                            |                            |

### Elezioni negli anni 1930
| Partito                    | Partito                                        | Candidato                  | Risultati 14 novembre 1935 | Risultati 14 novembre 1935 |
| Partito                    | Partito                                        | Candidato                  | Voti                       | %                          |
| -------------------------- | ---------------------------------------------- | -------------------------- | -------------------------- | -------------------------- |
|                            | Laburista                                      | Harry Day                  | 11 098                     | 53,27                      |
|                            | Nazional Laburista                             | Ernest Stanford            | 9 735                      | 46,73                      |
|                            |                                                |                            |                            |                            |
| Iscritti                   | Iscritti                                       | Iscritti                   | 20 833                     | 100,00                     |
| ↳ Votanti (% su iscritti)  | ↳ Votanti (% su iscritti)                      | ↳ Votanti (% su iscritti)  | 20 833                     | 100,00                     |
| ↳ Astenuti (% su iscritti) | ↳ Astenuti (% su iscritti)                     | ↳ Astenuti (% su iscritti) | 0                          | 0,00                       |
|                            |                                                |                            |                            |                            |
|                            | Esito: collegio passa da Nazionale a Laburista |                            |                            |                            |

| Partito                    | Partito                                        | Candidato                  | Risultati 27 ottobre 1931 | Risultati 27 ottobre 1931 |
| Partito                    | Partito                                        | Candidato                  | Voti                      | %                         |
| -------------------------- | ---------------------------------------------- | -------------------------- | ------------------------- | ------------------------- |
|                            | Nazionale                                      | Ian Horobin                | 15 913                    | 65,27                     |
|                            | Laburista                                      | Harry Day                  | 8 466                     | 34,73                     |
|                            |                                                |                            |                           |                           |
| Iscritti                   | Iscritti                                       | Iscritti                   | 24 379                    | 100,00                    |
| ↳ Votanti (% su iscritti)  | ↳ Votanti (% su iscritti)                      | ↳ Votanti (% su iscritti)  | 24 379                    | 100,00                    |
| ↳ Astenuti (% su iscritti) | ↳ Astenuti (% su iscritti)                     | ↳ Astenuti (% su iscritti) | 0                         | 0,00                      |
|                            |                                                |                            |                           |                           |
|                            | Esito: collegio passa da Laburista a Nazionale |                            |                           |                           |